# Pogoń (Sosnowiec)
Pogoń (früher auch Pogonia) ist ein Stadtteil von Sosnowiec in der Woiwodschaft Schlesien in Polen. Pogoń liegt am rechten, westlichen Ufer der Schwarzen Przemsza, gegenüber Sielec, östlich von Milowice, hat um 25.000–27.000 Einwohner und konzentriert das Studentenleben der Stadt.

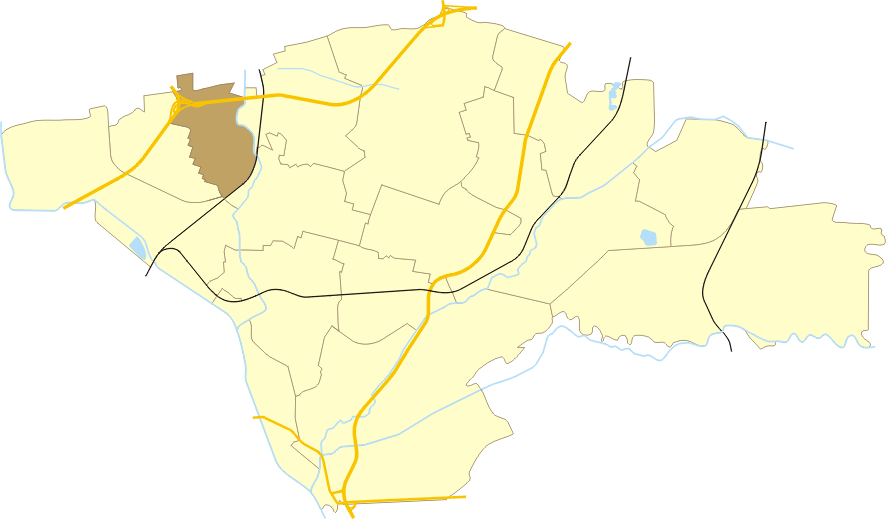
Lage des Stadtteils in Sosnowiec

## Geschichte
Der Ort liegt am Rande des Gebiets, dass um 1177 aus dem Herzogtum Krakau bzw. Kleinpolen ausgegliedert wurde und an das schlesische Herzogtum Ratibor fiel, ab 1337 gehörte Siewierz zum Herzogtum Teschen unter Lehnsherrschaft des Königreichs Böhmen. Im Jahr 1345 fand dort eine Schlacht des polnisch-böhmischen Kriegs über Schlesiens Zugehörigkeit (nach anderen Quellen in Przeginia bei Olkusz) statt. Die erste sichere Erwähnung des Ortes Pogonia stammt aus dem Jahr 1386, als es mit den nahe liegenden Orten Siedlec und Klimontów in der Woiwodschaft Krakau von Piotr Szafraniec an Wisław und Piotr aus Mysłowice verkauft wurde. Der Name ist wahrscheinlich vom Personennamen und dem Wappenmotiv Pogonia abgeleitet.
Das Herzogtum Siewierz wurde im Jahr 1443 vom Teschener Herzog Wenzel I. dem Krakauer Bischof Zbigniew Oleśnicki verkauft, jedoch blieb das Dorf in die römisch-katholische Pfarrei in der oberschlesischen Stadt Mysłowice bis zum 19. Jahrhundert eingepfarrt.
Im Zuge der Dritten polnischen Teilung kam es 1795 an Preußen als Teil von Neuschlesien. 1807 kam es ins Herzogtum Warschau und 1815 ins neu entstandene russisch beherrschte Kongresspolen. 1827 gab es 72 Häuser mit 387 Einwohnern.
1878 siedelte sich in Pogonia Heinrich Gotthold Dietel (mit Ehefrau Klara Jacob) aus Sachsen an, der als eine der größten Persönlichkeiten der industriellen Entwicklung des Dombrowaer Kohlebeckens, besonders der heutigen Stadt Sosnowiec gilt, deren Entwicklung mit seinem Engagement untrennbar verbunden ist. In Pogoń baute er die erste Kammgarn-Spinnerei im damals russisch verwalteten Polen und darüber hinaus im ganzen Russischen Reich auf. Sie beschäftigte nach einer Erweiterung im Jahr 1890 rund 2000 Mitarbeiter, darunter auch evangelische Ingenieure und Arbeiter aus dem Deutschen Reich. Außerdem baute und stiftete er im Dorf viele Großgebäude, darunter ein Palast, die erste römisch-katholische Pfarrkirche, evangelische Kirche, einige Schulen usw.
Um das Jahr 1900 wurde die osada fabryczna (Fabriksiedlung) Pogonia alias Pogoń mit etwa 1500 Einwohnern als eigentlich eine Vorstadt von Sosnowiec im Geographischen Lexikon des Königreiches Polen beschrieben.
1902 wurden die Ortschaften Sosnowiec (heute Stary Sosnowiec), Pogoń, Sielce, Ostra Górka und Radocha zur neuen größten Stadt des Dombrowaer Kohlebeckens Sosnowicevereinigt. Sie zählte etwa 61.000 Einwohner. 
In den 1920er Jahren wurde die Arbeitersiedlung Focha erbaut. 1928 wurde eine Straßenbahnlinie eröffnet, heute Teil der Straßenbahn im oberschlesischen Industriegebiet. In den 1970er Jahren, unter Edward Gierek wurde der Stadtteil zum großen Teil umgebaut. Damals wurden neue Gebäude der Schlesischen Universität, darunter Studentenwohnanlagen, errichtet.

## Galerie

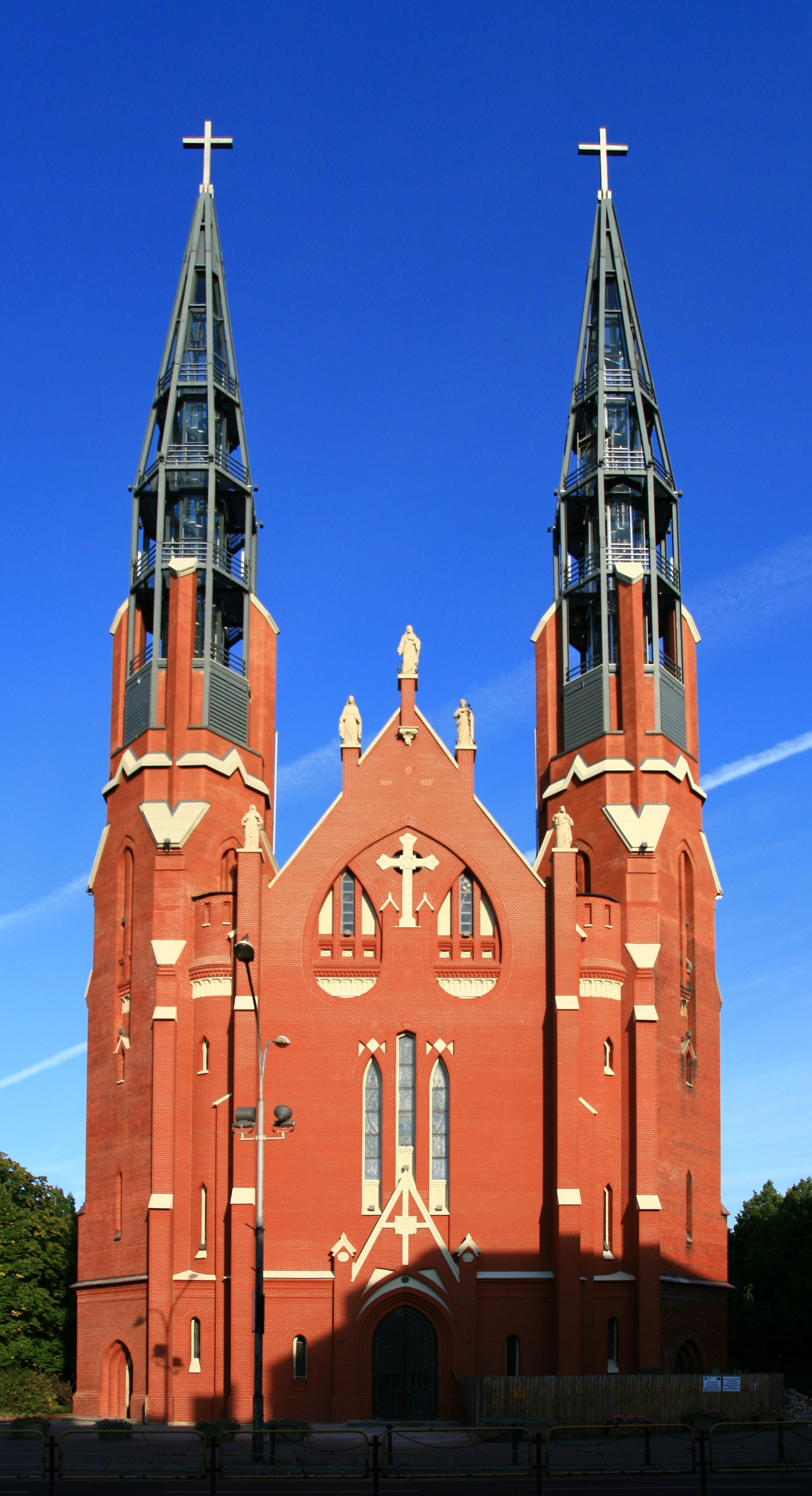
Pfarrkirche aus den Jahren 1904–1911
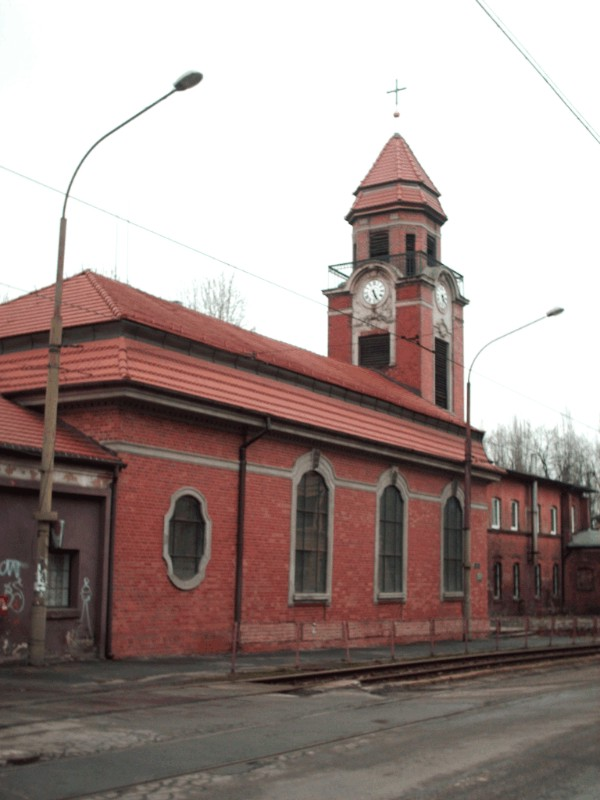
Evangelische Kirche aus 1880/1886
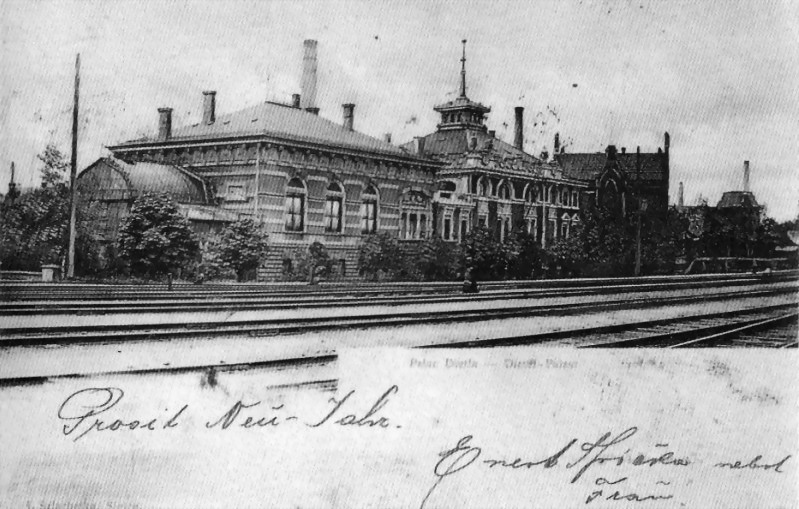
Dietl-Palast im Jahr 1900
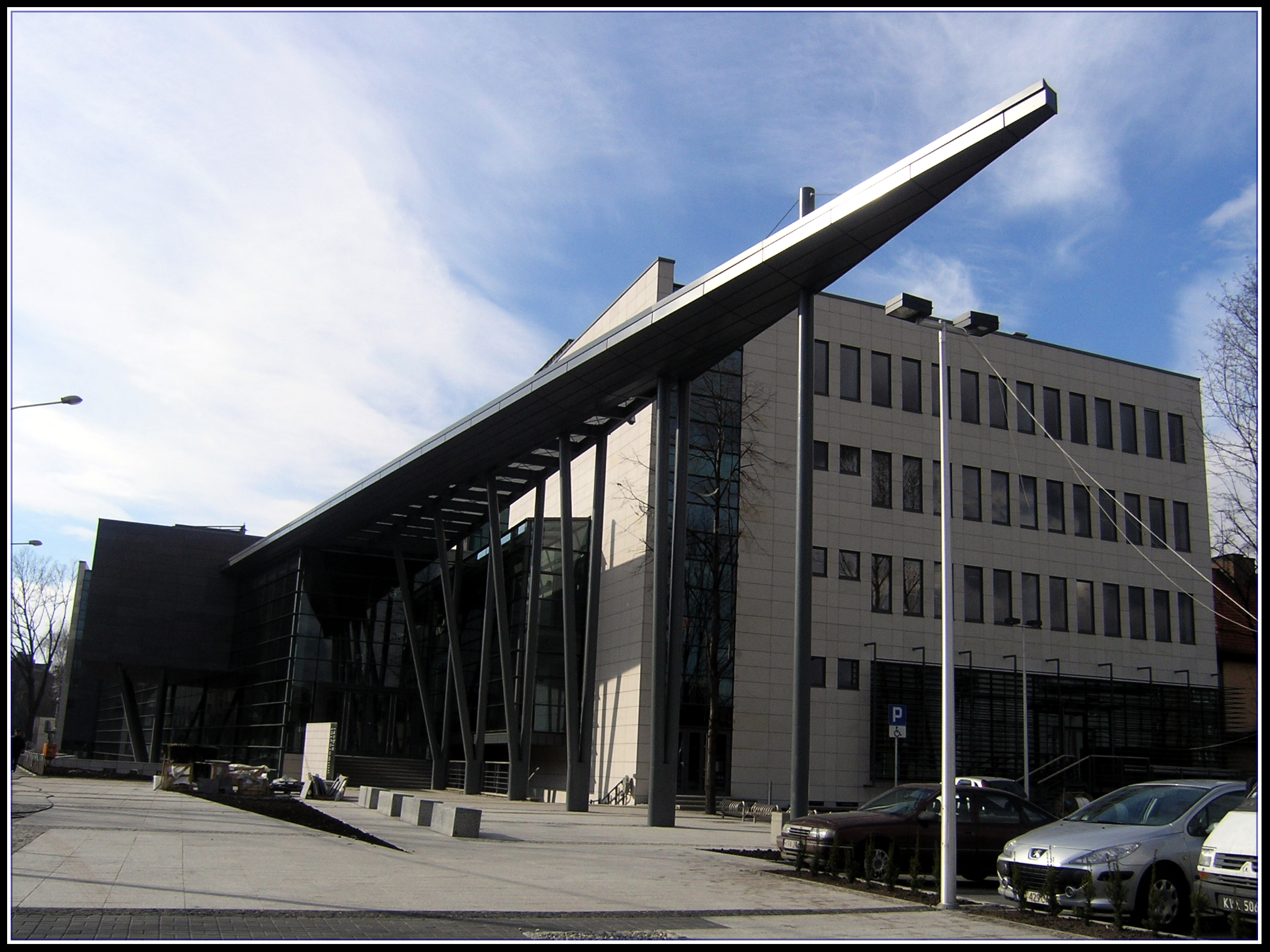
Schlesische Universität
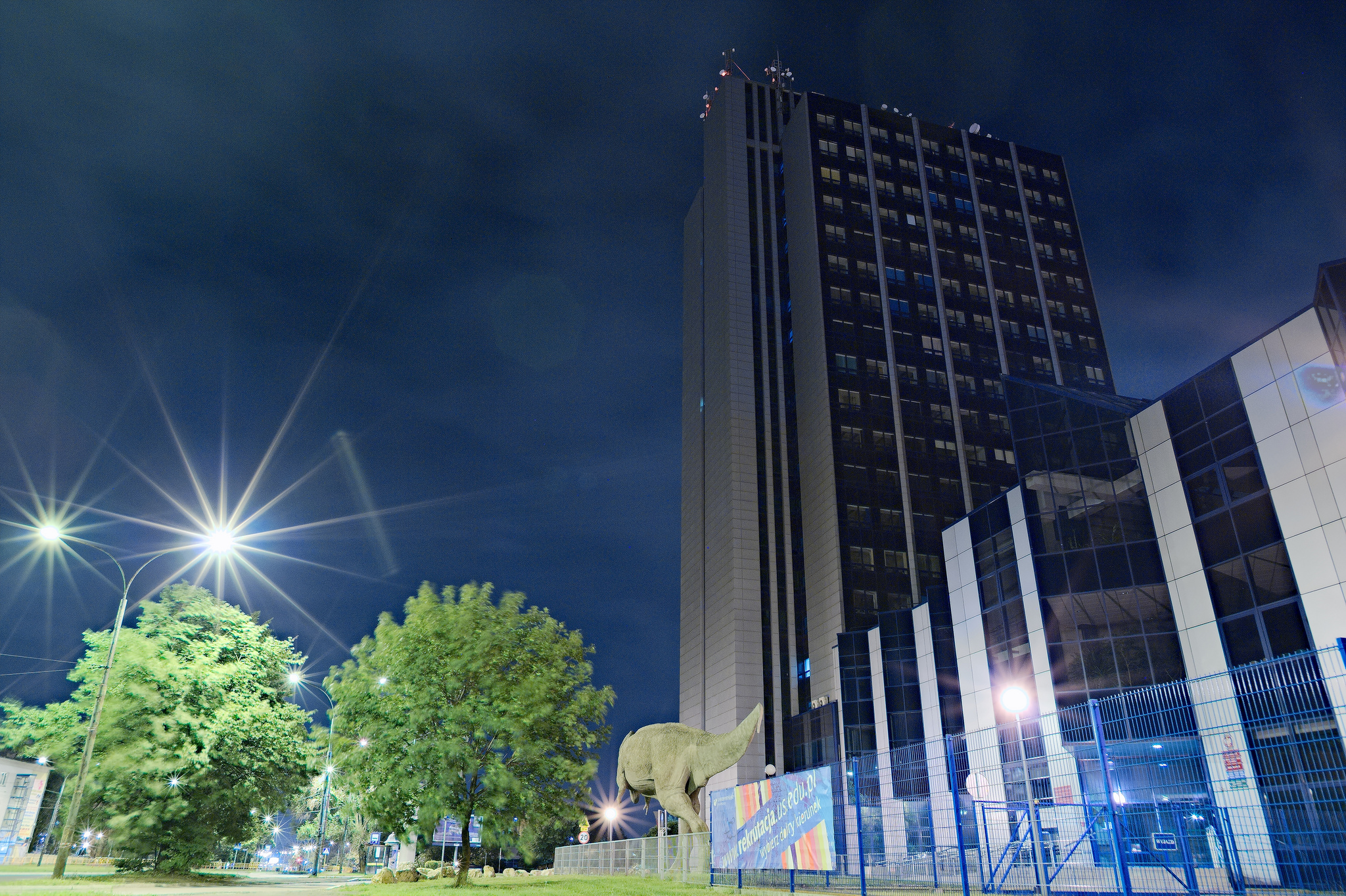
Studentenwohnanlage
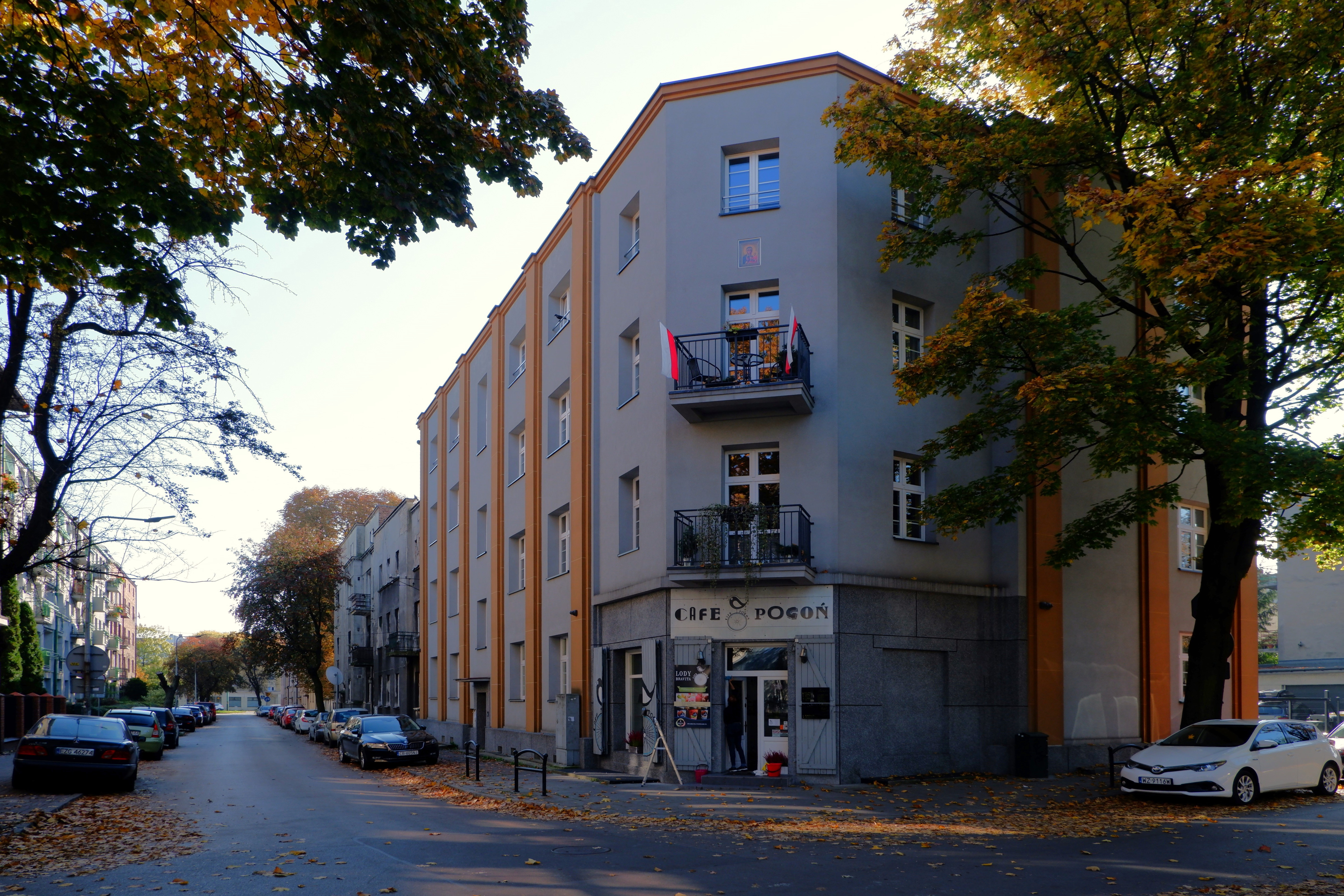
Café Pogoń im Studentenviertel